# Mario Borzaga
Mario Borzaga, né le 27 août 1932 à Trente (Italie) et mort assassiné le 25 avril 1960 au Laos, est un missionnaire catholique italien de la congrégation des oblats de Marie-Immaculée ; mort martyr (in odium fidei), il est vénéré comme bienheureux par l'Église catholique.

## Biographie
Né dans une famille de quatre enfants de Trente (dont il est le troisième), il entre au petit séminaire à l'âge de onze ans pour suivre ses études secondaires. Il est admis chez les oblats de Marie-Immaculée en 1952, congrégation missionnaire fondée en France en 1816. Il est ordonné prêtre le 24 février 1957 et destiné au Laos avec d'autres confrères italiens dans le district de Paksane au bord du Mékong. Ils embarquent de Naples le 31 octobre 1957 et arrivent un mois plus tard. C'est le plus jeune du groupe. Le pays est devenu indépendant en 1953 dans le contexte de la guerre d'Indochine, mais il est déchiré par des factions guerrières, dont certaines sont soutenues par le Viet Minh communiste.
Jusqu'en 1958, le jeune missionnaire travaille dans des villages bordant le Mékong, puis dans des villages du nord montagneux, au sein d'ethnies minoritaires. Il rayonne à partir de Kiu Kacham, village Hmong dans la province de Luang Prabang. Il célèbre la liturgie, visite les malades, s'occupe du catéchisme aidé des catéchistes locaux. Pour lui, la mission consiste à « apprendre des pères, des frères, des travailleurs, des jeunes gens, des événements, des situations ; apprendre en silence de tous, surtout à croire, à souffrir et à aimer. ». Conscient du danger de la situation politique, il écrit : « Seul toi ô Jésus sais combien de pas nous ferons encore ensemble dans ce monde. » Il souffre et lutte contre la peur et accède à une foi plus mûre.
Le 25 avril 1960, il part pour le village de Pha Xoua, situé à trois jours de marche de la maison missionnaire. Il est accompagné de son catéchiste, le bienheureux Paul Thoj Xyooj, âgé de dix-neuf ans et d'ethnie Hmong. Dès lors on perd leurs traces. Le rapport de postulation établi au sein de l’Église catholique pour la béatification des dix-sept martyrs du Laos, cite un témoin qui désire garder l'anonymat et qui aurait retrouvé quarante ans après le soldat rebelle dont la patrouille a interpellé et abattu le père Mario Borzaga et son catéchiste. Les corps ne furent jamais retrouvés.

## Béatification
Le 6 mai 2015, le pape François reconnaît le martyre du Père Borzaga et de son catéchiste Paul. Leur béatification a été célébrée en la cathédrale de Vientiane, le 11 décembre 2016, avec d'autres martyrs du Laos dont dix missionnaires français (parmi lesquels quatre autres oblats de Marie-Immaculée : Michel Coquelet, Vincent L'Hénoret, Louis Leroy et Jean Wauthier) et cinq Laotiens. 
Le Père Borzaga, mort à vingt-sept ans, a laissé un Journal de ses activités missionnaires, édité en 1985 sous le titre de Diario di un uomo felice (Journal d'un homme heureux), des notes descriptives, des notes spirituelles et des récits, ainsi que des poésies et des articles parus entre 1958 et 1960 dans la revue missionnaire Missioni O.M.I., éditée par les oblats de Marie-Immaculée d'Italie. Sa vocation intime était celle de Jésus crucifié.

## Œuvres du Père Borzaga
- (it) Mario Borzaga O.M.I., Via Crucis, éditions Artigianelli, Trente, 2000
- (it) Mario Borzaga O.M.I., Il rosario meditato, éd Associazione Amici di P. Mario, 43 pages
- (it) Mario Borzaga O.M.I., Verso la felicità. La mia scelta di sacerdote missionario, Città Nuova Editrice, Rome, 1986, 195 pages
- (it) Mario Borzaga O.M.I., Diario di un uomo felice. Un'esperianza missionaria nel Laos, Città Nuova Editrice, Rome, 1985, 299 pages
- (it) Mario Borzaga O.M.I., Se il chicco di grano muore porta molto frutto, supplément de la revue Communione e missione, mars 1982, 24 pages
- (it) Gaetano Drago O.M.I., Un eroe nel Laos. Dalle lettere del Padre Mario Borzaga O.M.I [Correspondance du Père Borzaga], Editrice Missioni O.M.I., 1965, 226 pages

### Articles liés
- Martyrs du Laos
- Catholicisme au Laos